# Český národní panel
Český národní panel je místem na internetu (tzv. online panel), kde se registrují uživatelé, kteří se chtějí účastnit průzkumů trhu a veřejného mínění za patřičnou odměnu. Členem Českého národního panelu se může stát osoba starší 15 let, která žije trvale na území České republiky a má zájem se dlouhodobě účastnit výzkumů trhu a veřejného mínění na internetu.
Společnost Český národní panel spadá pod hlavičku National Sample (dříve známá jako European National Panels), které sdružují panely v dalších 8 světových zemích (Česká republika, Slovensko, Polsko, Maďarsko, Bulharsko, Rumunsko, Ukrajina, Thajsko), a je vlastněna výzkumnými agenturami Nielsen Admosphere, NMS Market Research a STEM/MARK. Klienty a zadavateli výzkumů jsou české i zahraniční výzkumné agentury, univerzity, výzkumná pracoviště i státní instituce.

## Členství
Členem Českého národního panelu se může stát každý, kdo je starší 15 let a trvale žije na území České republiky. Takový člověk by měl také pochopitelně mít zájem se dlouhodobě účastnit výzkumů trhu a veřejného mínění na internetu. Účastník online panelu je obecně označován za respondenta.
Členem se stane každý, kdo se zaregistruje na webových stránkách Českého národního panelu a úspěšně projde procesem registrace. Ta vyžaduje vyplnění registračního e-mailu, vstupního formuláře, kam o sobě respondent může vyplnit odpovědi na další otázky, i na soukromé věci. Podle o sobě uvedených informací pak bude zván k průzkumům, které jsou pro něj určené (např. majitelé psů mohou vyplňovat průzkumy o tom, jaké krmivo svým psím miláčkům kupují). Za vyplňování průzkumů získávají respondenti body, tzv. oplatky, jejichž počet závisí na délce a náročnosti daného průzkumu. Za tyto body si může respondent vybrat věcnou odměnu z katalogu, nebo si je po přepočítání pomocí konverzního poměru (10:1) může převézt na finanční odměnu. Respondent Českého národního panelu má však také možnost věnovat svou odměnu charitám a neziskovým organizacím. Mezi ty, které podporuje, patří Pomocné tlapky, Nadační fond Seňorina, Cesta domů a dětské oddělení Fakultní nemocnice Bulovka. 

## Vznik společnosti
Společnost Český národní panel byla založena v roce 2012 spojením tří online panelů mateřských výzkumných agentur (STEM/MARK, NMS Market Research a Nielsen Admosphere). Český národní panel je jedním z osmi panelů, které patří pod křídla National Sample. Panely v jednotlivých zemích slouží pro rychlé online sběry dat o tamní internetové populaci.
Jakožto subjekt, který se účastní výzkumu trhu a veřejného mínění, řídí se standardy SIMAR a ESOMAR a je také členem veřejně prospěšné aktivity výzkumníků PRO VÝZKUM.